# استوپینو (آستراخان)
استوپینو (به لاتین: Stupino) یک منطقهٔ مسکونی در روسیه است که در استان آستراخان واقع شده‌است.